# La vendetta è il mio perdono
La vendetta è il mio perdono è un film italiano del 1969 diretto da Roberto Mauri.

## Trama
Durango è un ex vicesceriffo che ha gettato via il suo distintivo perché nel selvaggio West l'unica giurisprudenza che conta è quella delle armi. Un giorno però la sua donna viene uccisa da un gruppo di criminali: Durango vuole vendetta.